# Đà Lạt
Đà Lạt ist eine Stadt in Vietnam, im südlichen Teil des zentralen Berglandes am Xuân Hương-Stausee gelegen. Die Stadt hat 188.467 Einwohner (Stand: 2004). Đà Lạt ist Hauptstadt der Provinz Lâm Đồng und verfügt über eine Universität und mehrere Forschungsinstitute. Gemüseanbau, Blumenzucht und Tourismus sind die Wirtschaftszweige in Đà Lạt.
Die wörtliche Bedeutung des Namens in der lokalen Lat-Sprache ist „Fluss des Lat-Volkes“. Die Stadt ist von Seen, Wasserfällen und Wäldern umgeben. Sie gilt aufgrund des vergleichsweise milden Klimas, der parkähnlichen Umgebung und der immergrünen Wälder als beliebtes Urlaubsziel ausländischer und einheimischer Touristen. Đà Lạt wird unter anderem auch „Klein Paris“, „Disneyland“, „Stadt des ewigen Frühlings“ und „Stadt der Künstler“ genannt.

## Geschichte
Als erster Europäer bereiste 1893 der Arzt Alexandre Yersin, ein Mitarbeiter des Mediziners Louis Pasteurs, die Stadt. Jedoch wurde Đà Lạt erst 1912 offiziell durch die französischen Kolonialherren gegründet. Diese liebten die Stadt und deren Umgebung wegen des milden Klimas. Vor allem die Oberschicht Saigons baute hier ihre Wochenendvillen und Altersruhesitze, die heute noch den Charme Đà Lạts ausmachen.
Während des Vietnamkriegs war Đà Lạt Standort des einzigen Kernreaktors Südvietnams sowie einer Militärakademie. Wirtschaftlich produzierte die Stadt sowohl Agrarprodukte für die Hauptstadt Saigon als auch für den Export. Von den Zerstörungen des Krieges blieb Đà Lạt weitgehend verschont.
Heute entwickelt sich Đà Lạt im Rahmen des allgemeinen wirtschaftlichen Aufschwungs in Vietnam sehr schnell. So ist das alte Đà Lạt Palace Hotel durch die Sofitel-Gruppe übernommen worden und einer der landschaftlich schönsten Golfplätze Vietnams wurde um das Hotel angelegt.

## Sehenswürdigkeiten

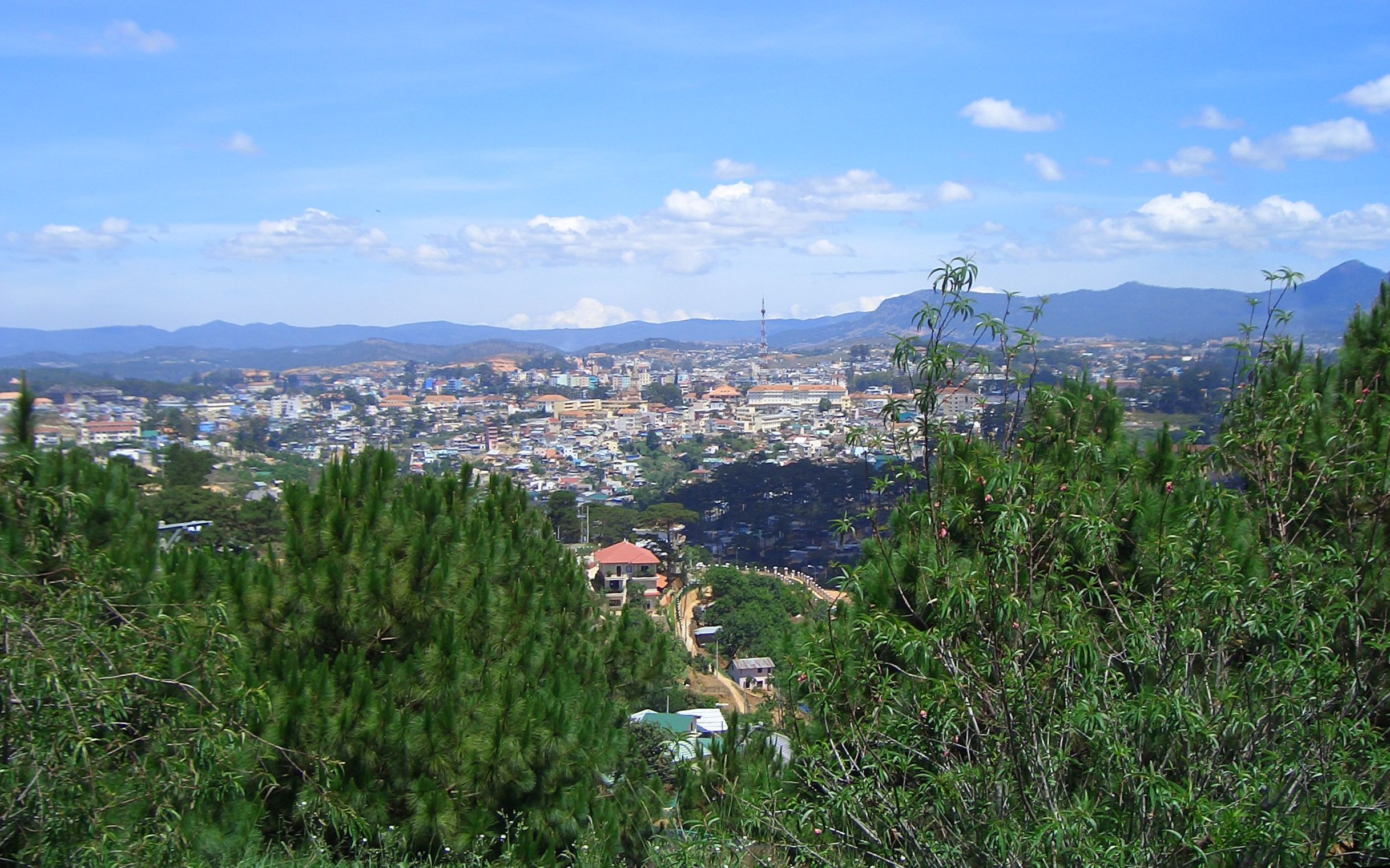
Aussicht auf Đà Lạt

- Bahnhof (Architektur aus Kolonialzeit Frankreichs)
- Café Tung (traditionsreiches Etablissement)
- Ho Xuan Huong-Wasserfall
- Sommerpalast von Kaiser Bảo Đại (Museum)
- Zuan Huong-See
- Zentralmarkt
- Pongour Wasserfall
- Dambri Wasserfall
- Gougah Wasserfall
- Prenn Wasserfall
- Datanla Wasserfall
- Lien Koung Wasserfall
- Chua Thien Vuong Pagode
- Quan Am Tempel
- Du Sinh Hügel
- Love Valley
- Das verrückte Haus

## Söhne und Töchter
- Henri Huet (1927–1971), französisch-vietnamesischer Fotograf und Kriegsjournalist
- Odile Bain (1939–2012), französische Helminthologin
- Pierre Nguyễn Văn Nhơn (* 1938), katholischer Geistlicher, emeritierter Erzbischof von Hanoi
- Paul Bùi Van Ðoc (1944–2018), katholischer Geistlicher, Erzbischof von Ho-Chi-Minh-Stadt
- Marie-France Pisier (1944–2011), französische Schauspielerin, Regisseurin und Autorin
- Linda Lê (1963–2022), vietnamesisch-französische Schriftstellerin
- Jacqueline Nguyen (* 1965), US-amerikanische Bundesrichterin

## Galerie

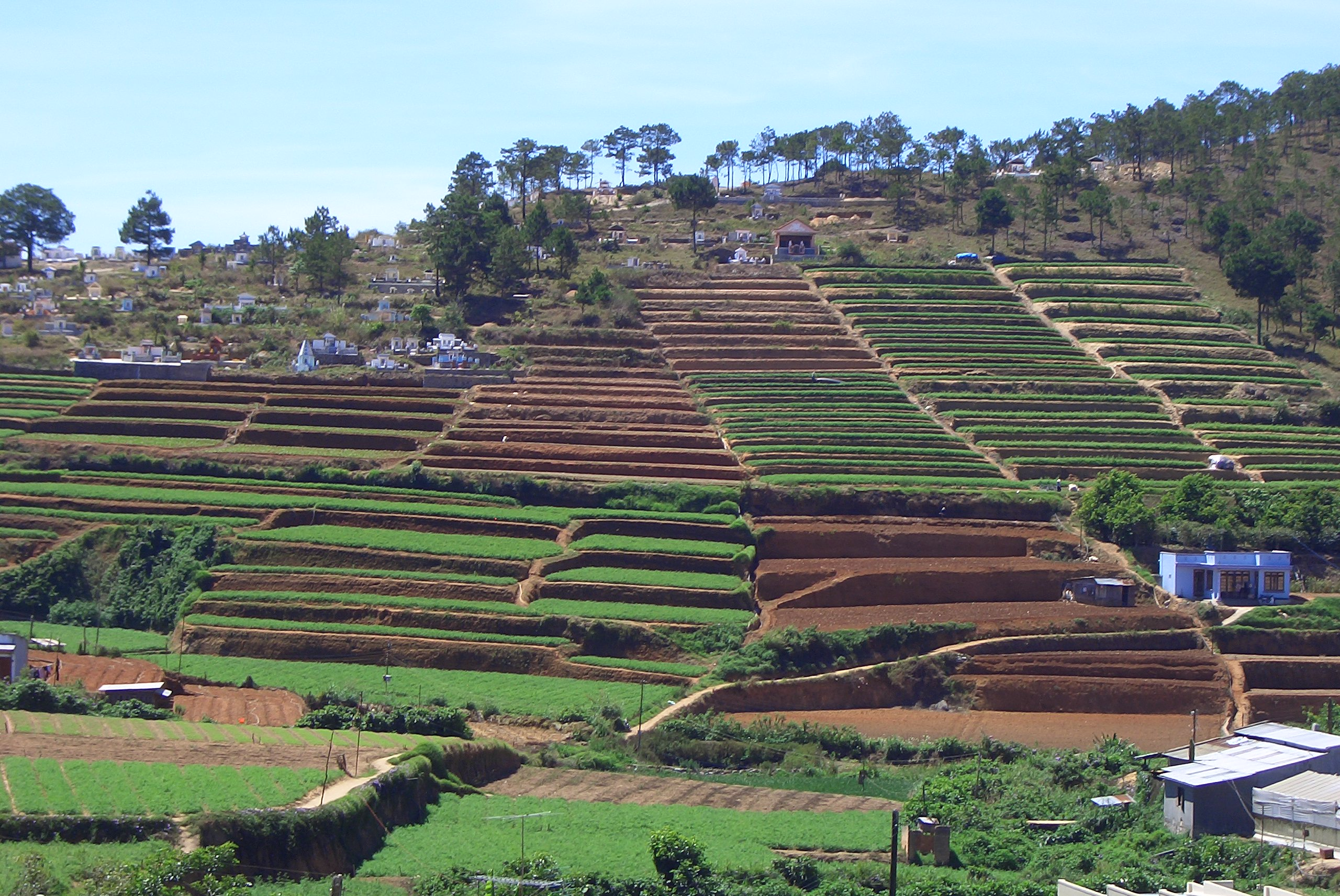
Gemüse-Terrassen und Friedhof in Đà Lạt
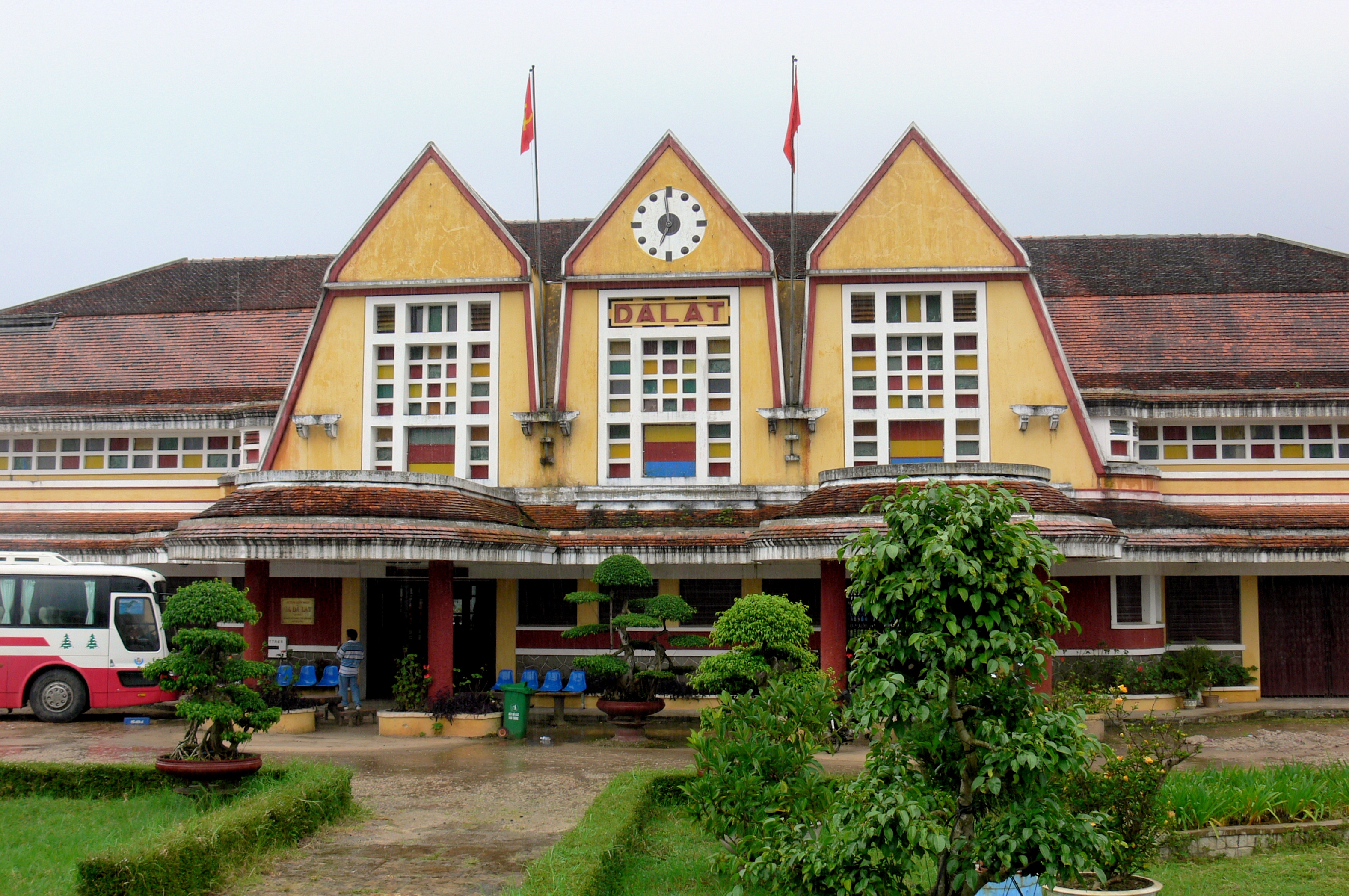
Der Bahnhof von Đà Lạt
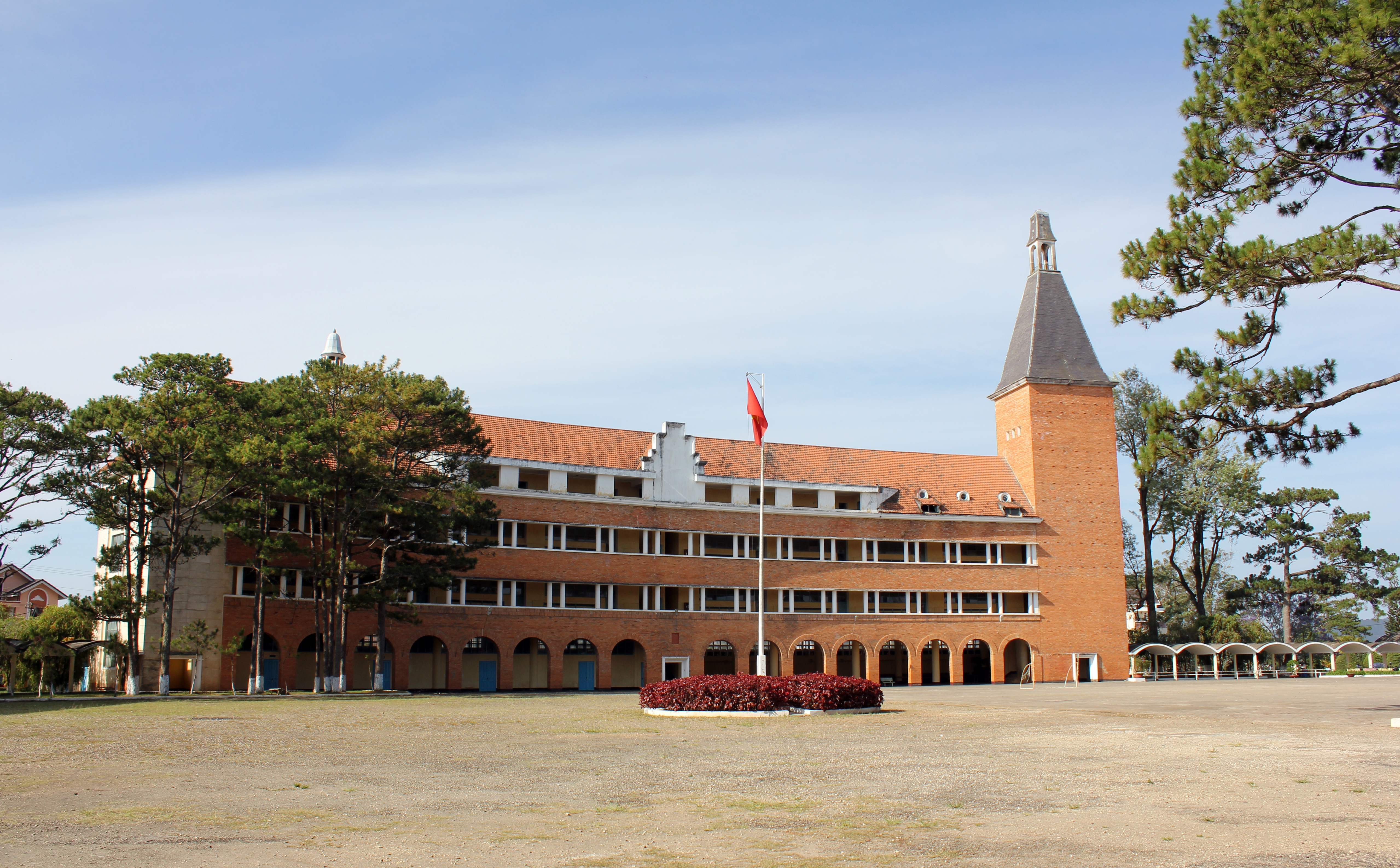
Hauptgebäude der pädagogischen Hochschule
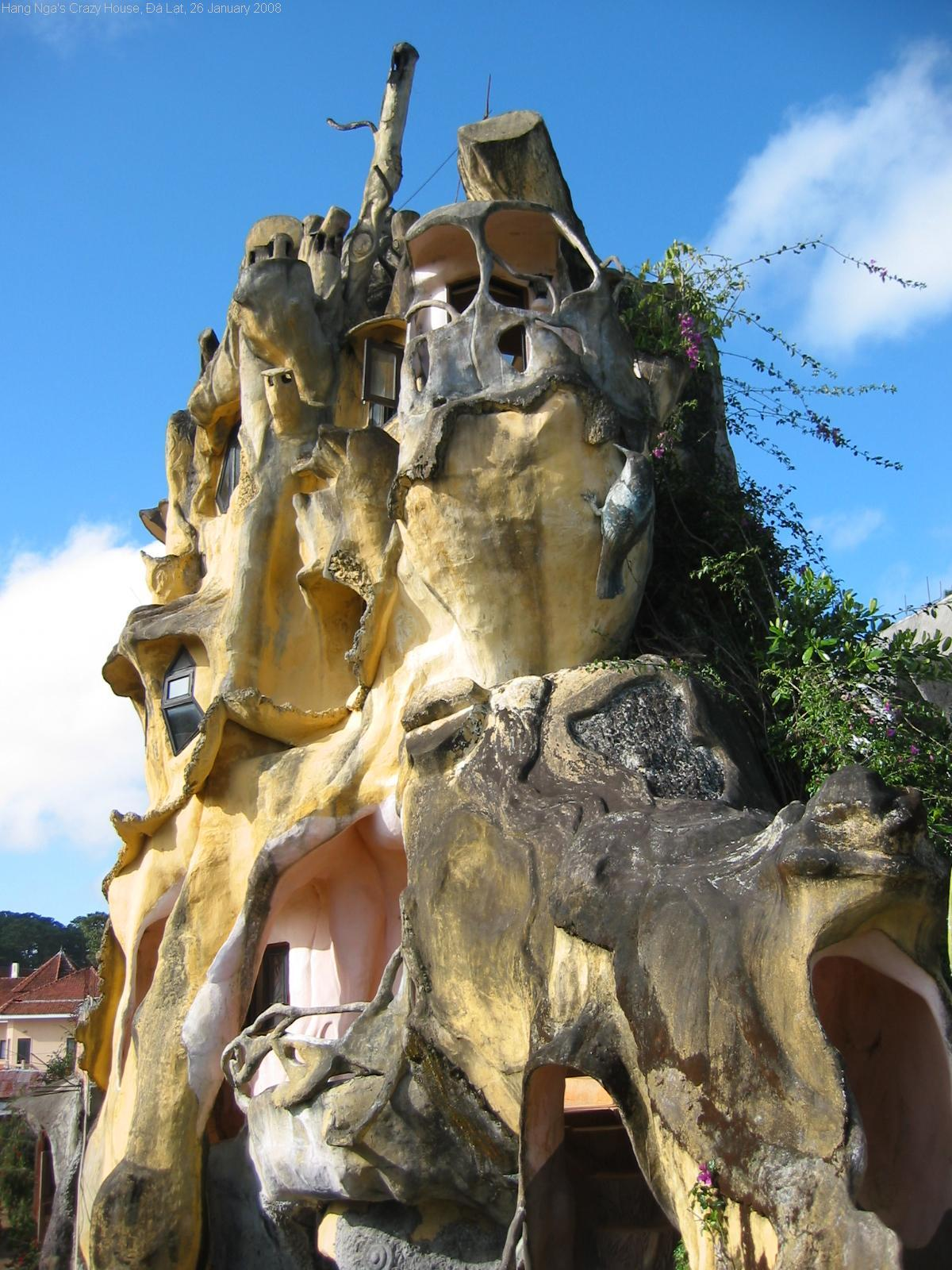
Hằng Nga, „Das verrückte Haus“
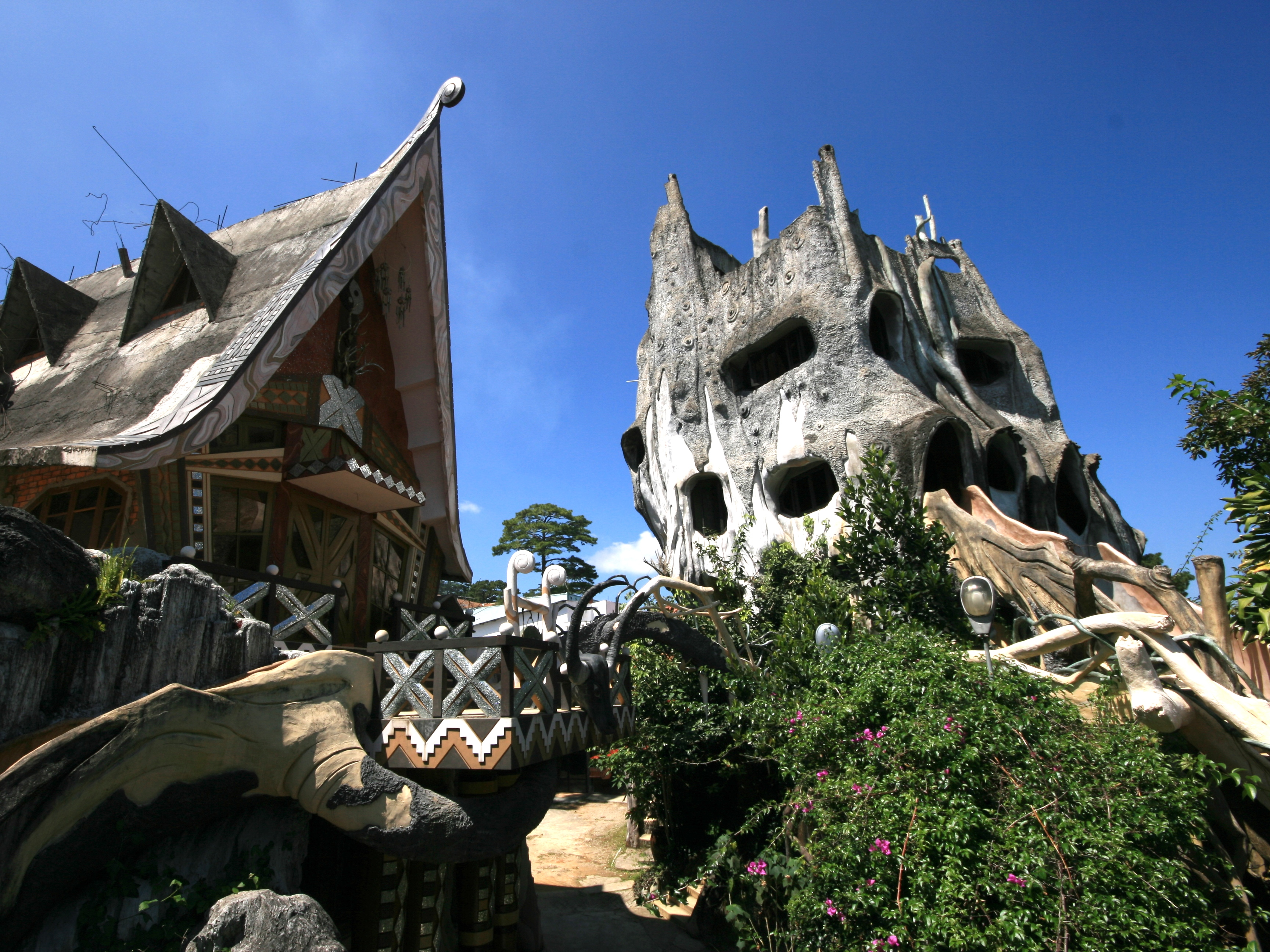
Das Gästehaus des „verrückten Hauses“
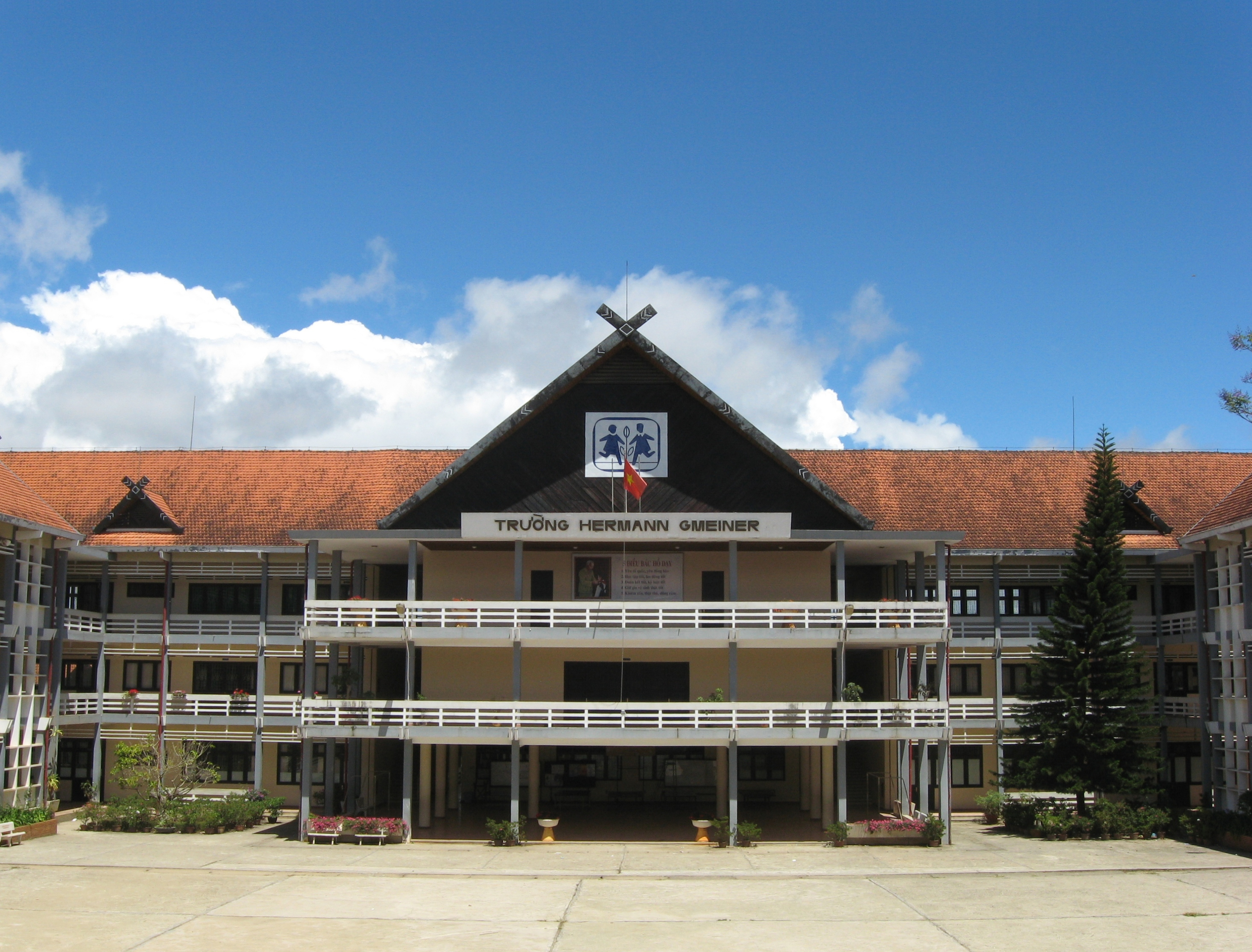
Hermann-Gmeiner-Schule
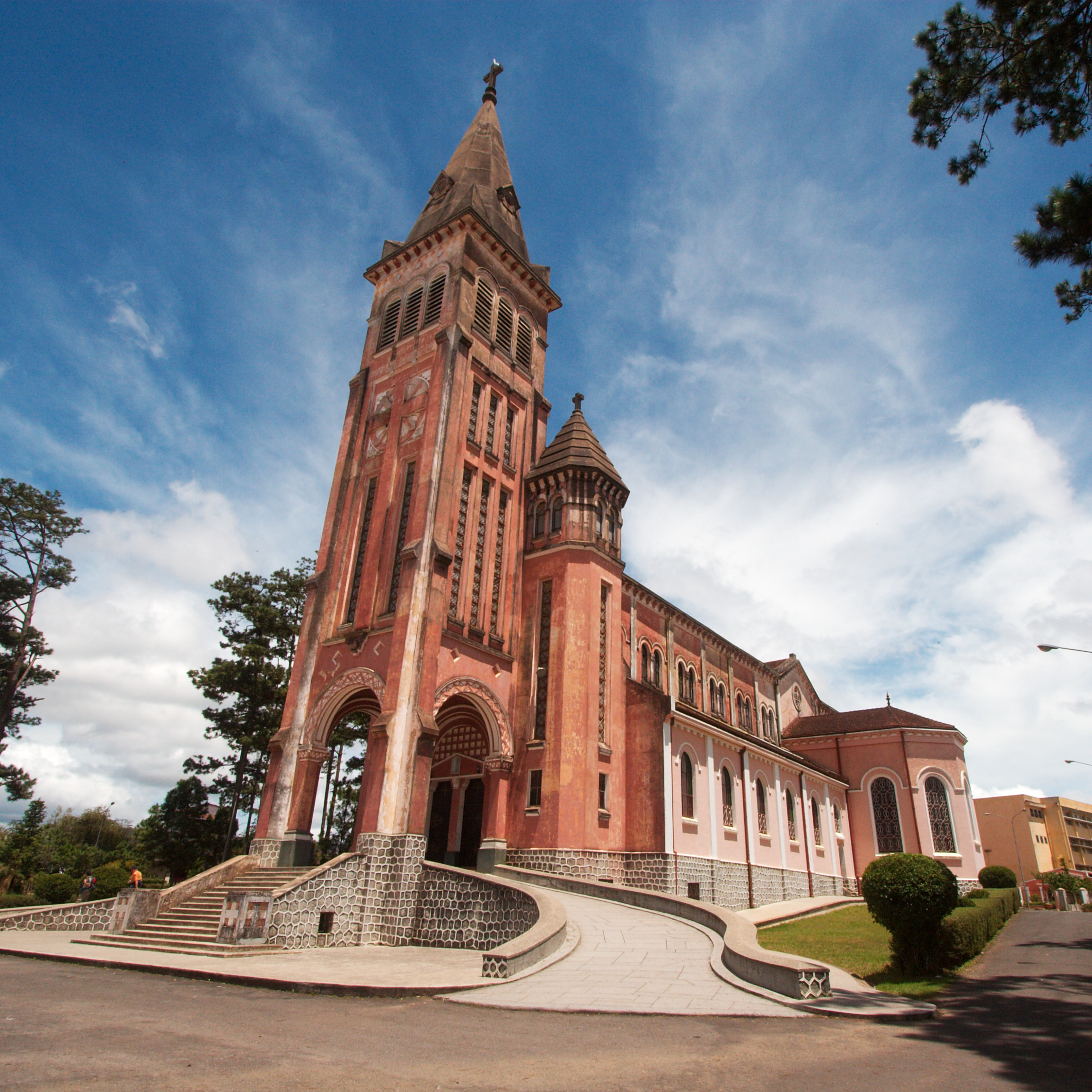
Kathedrale von Da Lat